# Массиола
Массиола (итал. Massiola) — коммуна в Италии, располагается в регионе Пьемонт, в провинции Вербано-Кузьо-Оссола.
Население составляет 173 человека (2008 г.), плотность населения составляет 22 чел./км². Занимает площадь 8 км². Почтовый индекс — 28020. Телефонный код — 0323.
В коммуне 15 августа особо празднуется Успение Пресвятой Богородицы.

## Демография
Динамика населения:

## Администрация коммуны
- Официальный сайт: http://www.comune.massiola.vb.it/